# Segregazione residenziale

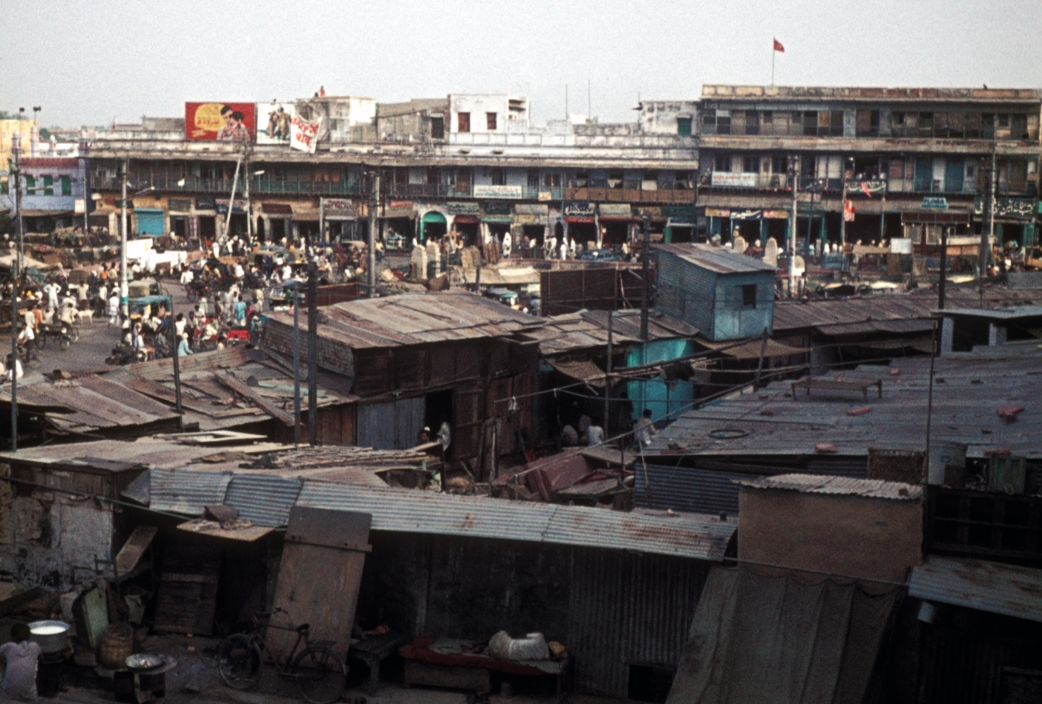
Baraccopoli a Delhi, nel 1973

Skyline di Interlomas, area residenziale e commerciale di Città del Messico che ospita oltre 250 gated community adiacenti a insediamenti di tipo favelas.

La segregazione residenziale (o spaziale) è un fenomeno sociale che consiste nell'occupazione separata, da parte di diversi gruppi umani, di aree spaziali collocate all'interno di determinati orizzonti geopolitici, come un'area urbana, una località, una regione, uno stato.
Il termine viene usato come paradigma descrittivo e interpretativo di un'ampia classe di manifestazioni, caratterizzate da diversi livelli di intensità e omogeneità. Tuttavia, l'esempio più comune e visibile è quello che si realizza nelle aree urbane, attraverso la dislocazione di gruppi sociali, etnici, o singoli individui, sulla base di parametri distintivi e identitari di varia natura, tra cui possono avere un peso discriminante la componente razziale/etnica, religiosa, lo status socio-economico. 

## Cause e fattori all'origine del fenomeno
I fattori che sono all'origine dei processi di segregazione sono di varia natura.
A volte, l'aggregazione spaziale avviene su base volontaria, sulla spinta del richiamo esercitato da riferimenti  identitari di tipo nazionale o religioso, da preferenze sociali e culturali, ecc. Il fenomeno interessa anche le classi sociale agiate che la attuano, in molti contesti (incluso il mondo occidentale), come strategia di differenziazione dalle altre classi: è il caso, ad esempio, delle cosiddette gated community, le comunità chiuse o recintate di cui costituisce un esempio il quartiere romano dell'Olgiata.
In altri casi, attestati dalla storia, può essere l'effetto consapevole di precise scelte politiche: è il caso della ghettizzazione degli ebrei effettuata dal nazismo, o del regime di apartheid vigente in Sudafrica fino al 1993. Altre volte, invece, è una conseguenza collaterale e non voluta dell'attuazione di politiche sociali e urbanistiche.

### Modellistica matematica e computazionale
In moltissimi casi, tuttavia, studi economici e sociologici, condotti anche su base modellistica e sperimentale, ne hanno indagato e rivelato l'origine come frutto di processi e dinamiche comportamentali emergenti. 

#### Modello di Schelling
A cavallo tra gli anni 60 e 70 del Novecento, l'economista Thomas Schelling (futuro premio Nobel per l'economia nel 2005), condusse degli studi oggetto di pubblicazione nel 1969 e il 1971 con cui si proponeva di indagare l'influenza delle preferenze individuali nel determinare la segregazione spaziale; per far questo, Schelling utilizzò un modello a più agenti intelligenti: a interagire nel sistema erano automi cellulari costituiti da pedine di diverso colore su una scacchiera, il cui movimento da una casella all'altra era condizionato, ogni volta, dall'"infelicità" della posizione occupata, a sua volta legato al colore delle pedine più vicine: tali modelli hanno mostrato che è sufficiente che le persone coltivino una blanda preferenza di qualche tipo (ad esempio, etnica, sociale, culturale, ecc.) perché l'effetto di scelte individuali ispirate da tali preferenze debolissime si componga in un fenomeno complessivo di totale segregazione, senza che, nella spiegazione dei fenomeni di separazione in gruppi così nettamente separati, sia possibile distinguere i motivi intenzionali da quelli involontari. 
Il modello matematico utilizzato da Schelling si serviva di un sistema computazionale di tipo "fisico", costituito da una scacchiera su cui venivano disposte, in modo casuale, delle pedine di due colori diversi, ciascuno dei quali indicatore di una "famiglia" che si riconosce in un dei due diversi gruppi di appartenenza: Schelling sperimentò il comportamento del sistema imponendo la regola secondo cui a ogni iterazione una famiglia decide di spostarsi dalla posizione occupata ogni qualvolta il "vicinato" risulta composto da oltre un terzo di pedine di diverso colore: in questo caso, la "famiglia" migra in una posizione adiacente scelta in modo casuale tra quelle libere (se esistenti). La casualità degli spostamenti era ottenuta tramite un lancio di dadi. Sottoposto a tale condizione, il sistema evolve con facilità verso configurazioni di netta separazione spaziale (ghettizzazione). La dinamica che si innesca in questo caso è analoga all'evoluzione di una miscela di un liquido polare con uno apolare, quella dinamica di non miscibilità che, ad esempio, vede un miscuglio di olio e acqua evolvere spontaneamente verso due fasi raggruppate in zone separate.

#### Modello di Edmonds e Hales
Il modello di Edmonds e Hales è stato presentato nel 2005 come evoluzione di quello di Schelling.
Nel loro modello la scacchiera fisica di Schelling è sostituita da una sua rappresentazione computazionale che riproduce una griglia quadrata composta da 400 celle (20 per lato). Sulla griglia vengono disposti, in modo casuale, 266 pedine (agenti) di due "colori", ripartite in parti uguali (133 per ciascun colore) e numerate in modo casuale ma permanente (il modello prevede un discreto numero di caselle libere – circa un terzo – per permettere una certa libertà di movimento agli "agenti"). Viene definito quartiere (neighbourhood) di una pedina l'insieme delle 9 caselle a distanza 1 da quella occupata (incluse, quindi, le diagonali).
Il modello funziona nel seguente modo:
- ciascun agente può possedere due stati: felicità o infelicità.
- lo stato di felicità/infelicità viene valutato in base alla presenza, nelle vicinanze, di agenti dello stesso colore: in modo più preciso, un agente è "infelice" quando, nel proprio "quartiere", la percentuale di agenti con il suo colore scende sotto una certa soglia critica c, variabile nell'intervallo {\displaystyle [0,1]}  assunta come parametro variabile del modello (più alto è il valore di c, maggiore è l'intolleranza degli agenti, laddove valori bassi indicano maggior tolleranza);
- in ciascun passo, il modello computazionale sceglie a caso un agente "infelice" e lo sposta, in modo random, in una cella adiacente vuota, se disponibile.

L'esecuzione dei passi successivi può essere reiterata fino all'infinito, almeno fino a quando il modello evolve verso una configurazione stabile che non permette più movimenti. 
L'intrinseca velocità di un modello computazionale di tipo informatico rispetto a quello fisico di Schelling ha permesso di studiare la dipendenza dell'evoluzione in funzione del parametro della soglia critica di "felicità", non più vincolata a un valore scelto. L'esecuzione del modello per diversi valori del parametro c ha permesso di confermare l'emergere di un processo di "segregazione razziale" anche a partire da livelli relativamente bassi di intolleranza (c relativamente basso), in accordo con le conclusioni di Schelling.

## Alloggi collettivi e segregazione
Negli ultimi anni, il comunitarismo è diventato più diffuso in Francia. Alcuni sobborghi, come La Courneuve, Sarcelles e Toulouse-Le Mirail, sono popolati quasi esclusivamente da persone provenienti dall'Africa subsahariana e dal Nord Africa. Questi complessi residenziali, costruiti da architetti come Le Corbusier, Aillaud e Candilis, sono diventati ghetti comunitari. .

## Caratteristiche
Il fenomeno è alla base della creazione di aree residenziali caratterizzate da una marcata omogeneità sociale o etnica e da una collocazione ben definita e circoscritta rispetto alle aree che le inglobano o confinano con esse, con limiti, a volte, anche di natura materiale.
Sebbene, spesso, lo si associ con maggior forza alla modernità (ad esempio, con la nascita di realtà multietniche nelle nazioni occidentali), la segregazione spaziale e residenziale è un fenomeno sociale che accompagna l'intero sviluppo della storia umana, al cui dispiegarsi sono sempre stati connaturati processi di marginalizzazione dell'alterità nelle sue varie forme (religiosa, culturale, sociale, socioeconomica, ecc.) e dinamiche di inclusione/esclusione che si sono espresse, molto spesso, nella forma di segregazione spaziale/geografica.